# Międzynarodowy Konkurs Organowy im. Feliksa Nowowiejskiego
Międzynarodowy Konkurs Organowy im. Feliksa Nowowiejskiego – konkurs organowy, odbywający się co pięć lat w Poznaniu, począwszy od 1994.

## Podstawowe informacje
Ideą konkursu jest upamiętnienie dzieła Feliksa Nowowiejskiego – muzyka i kompozytora związanego z Poznaniem, a także rozpropagowanie jego twórczości organowej.
Mogą wziąć w nim udział organiści, którzy w dniu rozpoczęcia przesłuchań nie ukończą 35 roku życia. Pracami biura konkursu kieruje prof. Hanna Kostrzewska (2013–2015). Kierownikiem artystycznym jest prof. Elżbieta Karolak (2013–2015). Jury jest międzynarodowe. Organizatorem przedsięwzięcia jest Towarzystwo im. Feliksa Nowowiejskiego w Poznaniu we współpracy z Akademią Muzyczną.
Uczestnicy Konkursu grają na organach firmy Schuke w Auli Nova Akademii Muzycznej oraz instrumencie Ladegasta w farze poznańskiej.

## Laureaci
| rok  | laureat                            | kraj pochodzenia | uwagi                                    |
| ---- | ---------------------------------- | ---------------- | ---------------------------------------- |
| 1994 | Adam Załęski                       | Polska (Kraków)  | profesor – Joachim Grubich               |
| 2000 | Lars Palo                          | Szwecja (Piteå)  | profesor – Hans-Ola Ericsson             |
| 2005 | Rostisław Wygranienko              | Ukraina          | profesor – Joachim Grubich               |
| 2010 | Karol Mossakowski / Julia Juferewa | Polska Rosja     | prof. – Elżbieta Karolak, Daniel Zarecki |
| 2015 | Marek Smoczyński                   | Polska           | profesor – Józef Serafin                 |